# Cissampelos capensis
Cissampelos capensis là một loài thực vật có hoa trong họ Biển bức cát. Loài này được L.f. mô tả khoa học đầu tiên năm 1782.